# Església parroquial de Sant Joan Baptista (Tales)
L'Església Parroquial de Sant Joan Baptista, a Tales, Plana Baixa, és un lloc de culte catòlic catalogat de manera genèrica, Bé de Rellevància Local segons la Disposició Addicional Cinquena de la Llei 5/2007, de 9 de febrer, de la Generalitat Valenciana, de modificació de la Llei 4/1998, d'11 de juny, del Patrimoni Cultural Valencià (DOCV Núm. 5.449 / 13/02/2007), amb codi d'identificació: 12.06.109-002. Se situa en la C/ Llarga, 2, de l'esmentat municipi i data la façana i la Capella principal del segle xviii, mentre que la resta de l'edifici va ser reconstruït al segle xix.
Pertany al arxiprestat de Sant Joan Baptista en la Diòcesi de Sogorb-Castelló.